# 郡家町 (鳥取県)
郡家町（こおげちょう）は、かつて鳥取県の東部に存在した町である。八頭郡に属していた。本項では町制前の名称である賀茂村（かもそん）についても述べる。
2005年（平成17年）3月31日に合併により八頭町となり、町役場本庁舎はここに置かれている。

## 歴史
- 1889年（明治22年）10月1日 - 町村制の施行により、八上郡郡家村・福本村・下門尾村・門尾村・宮谷村・奥谷村・下坂村・稲荷村・井古村の区域をもって賀茂村が発足。
- 1896年（明治29年）4月1日 - 賀茂村の所属郡が八頭郡に変更。
- 1951年（昭和26年）4月1日 - 賀茂村が町制施行・改称して郡家町となる[2]。
- 1953年（昭和28年）5月5日 - 国中村・大御門村・下私都村と合併し、改めて郡家町が発足。
- 1957年（昭和32年）3月31日 - 上私都村・中私都村と合併し、改めて郡家町が発足。
- 2005年（平成17年）3月31日 - 船岡町・八東町と合併して八頭町が発足[1]。同日郡家町廃止。

## 行政

### 歴代町長
| 代   | 氏名     | 就任年月  | 退任年月  |
| ---- | -------- | --------- | --------- |
| 初代 | 岸本政嘉 | 1957年4月 | 1969年4月 |
| 2    | 山本一三 | 1969年4月 | 1973年4月 |
| 3    | 小林実   | 1973年4月 | 1993年4月 |
| 4    | 和田哲也 | 1993年4月 | 2005年3月 |

### 行政機関

#### 警察
- 郡家警察署

#### 消防
- 八頭消防署 - 河原町（現鳥取市）に所在

#### 郵便（郵政公社）
- 集配局
  - 郡家郵便局
  - 中私都郵便局 - 八頭町合併後の2006年10月16日に無集配局となった。

## 概要

### 教育
現在はすべて八頭町立となっている。
- 小学校
  - 郡家町立郡家東小学校
  - 郡家町立郡家西小学校
- 中学校
  - 郡家町立中央中学校
- 高等学校
  - 鳥取県立八頭高等学校

## 交通

### 鉄道
- JR西日本因美線：東郡家駅 - 郡家駅 - 河原駅
- 若桜鉄道若桜線:郡家駅 - 八頭高校前駅
  - 中心となる駅：郡家駅

### 道路
- 町内を走る一般国道：国道29号
- 町内を走る県道
  - 鳥取県道32号郡家鹿野気高線
  - 鳥取県道39号郡家国府線
  - 鳥取県道173号郡家停車場線
  - 鳥取県道229号米岡河原停車場線
  - 鳥取県道287号河原郡家線
  - 鳥取県道293号鳥取郡家線

## 出身人物
- 石破市造（農業、政治家） - 元大御門村長
- 石破二朗（官僚、政治家） - 元鳥取県知事
- 石破茂（政治家） - 内閣総理大臣